# Scoliopteryginae
De Scoliopteryginae vormen een onderfamilie van vlinders in de familie der spinneruilen (Erebidae).

## Geslachten
- tribus Anomini
  - Alabama
  - Anomis
- tribus Scoliopterygini
  - Scoliopteryx Germar, 1810